# Holland (Michigan)
Holland è un comune degli Stati Uniti d'America, situato nello Stato del Michigan, nella contea di Ottawa e in parte nella contea di Allegan.